# Močvirske podlasice
Močvirske podlasice so temno obarvani, polvodni, mesojedi sesalci iz rodov Neovison in Mustela v družini kun (Mustelidae), ki vključuje tudi druge podlasice, vidre in bele dihurje. V skupino združujemo dve danes živeči vrsti, severnoameriškega minka (Neovison vison) in severnoevropsko norko (Mustela lutreola), poleg tega pa še izumrlo severnoameriško vrsto Mustela macrodon. Slednja je sorodna minku, vendar je bila veliko večja. Kljub temu, da si mink in norka nista bližnje sorodna, sta si tako podobna, da ju je možno zanesljivo ločiti le po lobanjskih merah. Mink je sicer običajno nekoliko večji.
Norke imajo na zgornji ustnici veliko belo liso, od minkov pa le nekateri. Vsaka norki podobna žival brez lise je zato zagotovo mink, obratno pa ne velja nujno. Taksonomsko gledano so bili minki in norke sprva uvrščene v isti rod (Mustela), kasneje pa je bila ameriška norka od takrat prerazvrščena v lasten rod Neovison. Nekateri menijo, da je mink s tekmovanjem prispevala k propadu manj trdožive norke (čeprav ne s hibridizacijo – norka je v resnici bolj sorodna dihurjem kot minku). Za nadzor ali odpravo vnesenih populacij minkov se uporablja lov s pastjo.

## Ekologija
Krzno minka je zelo cenjeno za uporabo v oblačilih, lov pa je kmalu nadomestila vzreja. Ravnanje z njimi na krznarskih farmah je bilo v središču aktivizma na področju pravic in dobrobiti živali. Minki so oblikovali populacije v Evropi (vključno z Veliko Britanijo) in Južni Ameriki, po tem, ko so jih borci za zaščito živali izpuščali s farm ali drugače rešili iz ujetništva. V Veliki Britaniji je po zakonu o naravi in podeželju iz leta 1981 spuščanje minkov v naravo nezakonito. V nekaterih državah je treba žive minke, ujete v past, humano usmrtiti. Olje minka se uporablja v nekaterih medicinskih izdelkih in kozmetiki, pa tudi za obdelavo, konzerviranje in impregnacijo usnja.

## Etimologija
V slovenščini se za poimenovanje teh živali uporabljajo različni izrazi. Za močvirsko podlasico starega sveta je uveljavljeno ime 'norka', zgodovinsko pa sta bili v uporabi tudi imeni 'vidrica' in 'nerc'. 'Norka' je ruska izposojenka, 'nerc' pa nemška. 'Norka' je sicer staroslovanskega izvora, izvira iz *nora̋, 'luknja'. Možne tvorjenke s predpono 'po-' (ponorec) niso potrjene. Izraz 'vidrica' se pojavi tudi v Cigaletovem slovarju in je nastajala kot kalk iz novolatinske 'lutreola', 'vidra' sočasno s hrvaškim izrazom. Ime mink je prevzeto iz angleščine, večinoma se nanaša na severnoameriškega minka.

## Vrste
- norka (Mustela lutreola)
- mink (Neovison vison)
- Neovison macrodon (izumrla)